# Peso superwélter
Peso superwélter, peso mediano junior o peso mediano ligero es una categoría competitiva del boxeo y otros deportes de combate que agrupa a competidores de peso intermedio. En el boxeo solo existe en la práctica profesional, abarcando a los púgiles que pesan más de 66,678 kg (147 lb) y menos de 69,853 kg (154 lb).
En el boxeo profesional, la categoría inmediata anterior es el peso wélter, y la inmediata superior el peso mediano.

## Historia
La división fue establecida en 1962, cuando el Consejo de Control Austríaco reconoció una pelea entre Emile Griffith y Teddy Wright por el campeonato mundial, realizada el 7 de octubre de ese año, en la que venció Griffith. Tres días después se creó la Asociación Mundial de Boxeo (WBA), cuando Denny Moyer desplazó a Joey Giambra. El Consejo Mundial de Boxeo (WBC) reconoció al campeón de la WBA hasta 1975, cuando organizó una pelea entre Miguel de Oliveira y José Durán, ganada por el primero. La Federación Internacional de Boxeo (IBF) organizó la primera pelea por esta categoría en 1984, cuando Mark Medal venció a Earl Hargrove.
Algunos destacados boxeadores en esta categoría fueron Nino Benvenuti, Sugar Ray Leonard, Thomas Hearns, Julian Jackson, Roberto “Mano de Piedra” Durán, Javier Castillejo, Terry Norris, Fernando Vargas y Mike McCallum. Winky Wright fue el primer campeón indiscutible luego de 1975, cuando unificó su título de la IBF con Shane Mosley, reconocido por la WBC y la WBA el 13 de marzo de 2004, manteniéndolo hasta 2005.

## Mujeres
En el boxeo profesional no existen diferencias entre varones y mujeres en lo relativo a los límites de las categorías, con la aclaración de que en las mujeres no existe la categoría de peso crucero y por lo tanto la categoría máxima es peso pesado, que tiene un límite inferior menor.

## Campeones mundiales profesionales
| Campeones recientes de peso superwélter | Campeones recientes de peso superwélter | Campeones recientes de peso superwélter | Campeones recientes de peso superwélter | Campeones recientes de peso superwélter | Campeones recientes de peso superwélter |
| Asociación                              | Desde                                   | Campeón                                 | País                                    | Récord                                  | Defensas                                |
| --------------------------------------- | --------------------------------------- | --------------------------------------- | --------------------------------------- | --------------------------------------- | --------------------------------------- |
| WBA Super                               | 26 de septiembre de 2020                | Jermell Charlo                          | Estados Unidos                          | 35-1-1 (19 KO)                          | 0                                       |
| WBA Regular                             | 31 de agosto de 2019                    | Erislandy Lara                          | Cuba                                    | 26-3-3 (15 KO)                          | 0                                       |
| WBC                                     | 21 de diciembre de 2019                 | Jermell Charlo                          | Estados Unidos                          | 35-1-1 (19 KO)                          | 1                                       |
| IBF                                     | 26 de septiembre de 2020                | Jermell Charlo                          | Estados Unidos                          | 35-1-1 (19 KO)                          | 0                                       |
| WBO                                     | 13 de febrero de 2021                   | Jermell Charlo                          | Estados Unidos                          | 35-1-1 (19 KO)                          | 1                                       |

- Actualizado el 15/5/22